# Bocos de Duero
Bocos de Duero es un municipio de España, en la comunidad autónoma de Castilla y León, en el extremo más oriental de la provincia de Valladolid. Pertenece a la comarca de Campo de Peñafiel y al partido judicial de Valladolid. Es sede de la parroquia de Nuestra Señora de las Nieves, arciprestazgo de Peñafiel, vicaría de la Zona del Duero, de la archidiócesis de Valladolid. Los santos patrones del pueblo son la Virgen de las Nieves (5 de agosto) y San Miguel Arcángel (29 de septiembre)

## Toponimia
El nombre de "bocos" para denominar el municipio no es de claro origen. Hay varias teorías, entre las que destacan la que se refiere a las bodegas: agujeros en las laderas, "bocas" (o "luceras"). La otra hace referencia a los numerosos remolinos (bocas) que formaba el Río Duero a su paso por el municipio (ahora con las minicentrales construidas han desaparecido, al menos a nivel de la superficie)
Por Real Decreto de 2 de julio de 1916, se añadió al nombre de Bocos el "de Duero" ya que existía otro municipio con el mismo nombre al norte de la provincia de Burgos y generaba confusión -había más de 1020 municipios con idénticos nombres-. El "Bocos" burgalés perdió el Ayuntamiento hacia 1930, siendo ahora una pedanía de Villarcayo de Merindad de Castilla la Vieja, con 56 habitantes censados.

## Geografía
- Superficie: 6,34 km², la menor de la provincia.
Forma parte de la comarca Campo de Peñafiel, estando situado a 7 kilómetros de dicha Villa. 
Está enclavado en el paraje natural del Valle del Cuco.
Las cepas de su término municipal están dentro de la Denominación de Origen Ribera del Duero.
- LÍMITES:

- Norte: Valdearcos de la Vega
- Sur: Peñafiel y Castrillo de Duero
- Oeste: Curiel de Duero
- Este: San Martín de Rubiales (Burgos)
- NÚCLEOS DE POBLACIÓN:

- El pueblo de Bocos, propiamente dicho.
- El caserío de Don Valeriano ("Finca el Pinar" o simplemente "el Caserío"), situado a unos dos kilómetros y medio del primero y actualmente no habitado de continuo.
- ALTITUD:

- Pueblo: 762 metros sobre el nivel del mar.
- Mínima: 748 metros del Río Duero en la Vereda del Aguijón (también conocida como la Cañada).
- Máxima: 902 metros, en el Páramo de Bocos, pago de Torondo.
- Pico de Bocos: 872 metros.
- El "Caserío": 757 metros.
- La antigua estación: 753,58 metros.
- CLIMA: Mediterráneo de marcada continentalidad, caracterizada por las oscilaciones térmicas acusadas: la pluviometría es moderada-baja, los veranos son secos -alcanzándose los 39 °C- y los inviernos largos y rigurosos -llegándose a -18 °C; aunque el Valle cuenta con un microclima más benigno en el invierno y más húmedo en verano.

- ACCESOS: Por la carretera provincial VP-3017 (km. 4,5), llegando por la Nacional 122 hasta Peñafiel y cogiendo la VA-101, dirección Pesquera.

## Naturaleza

### Fauna

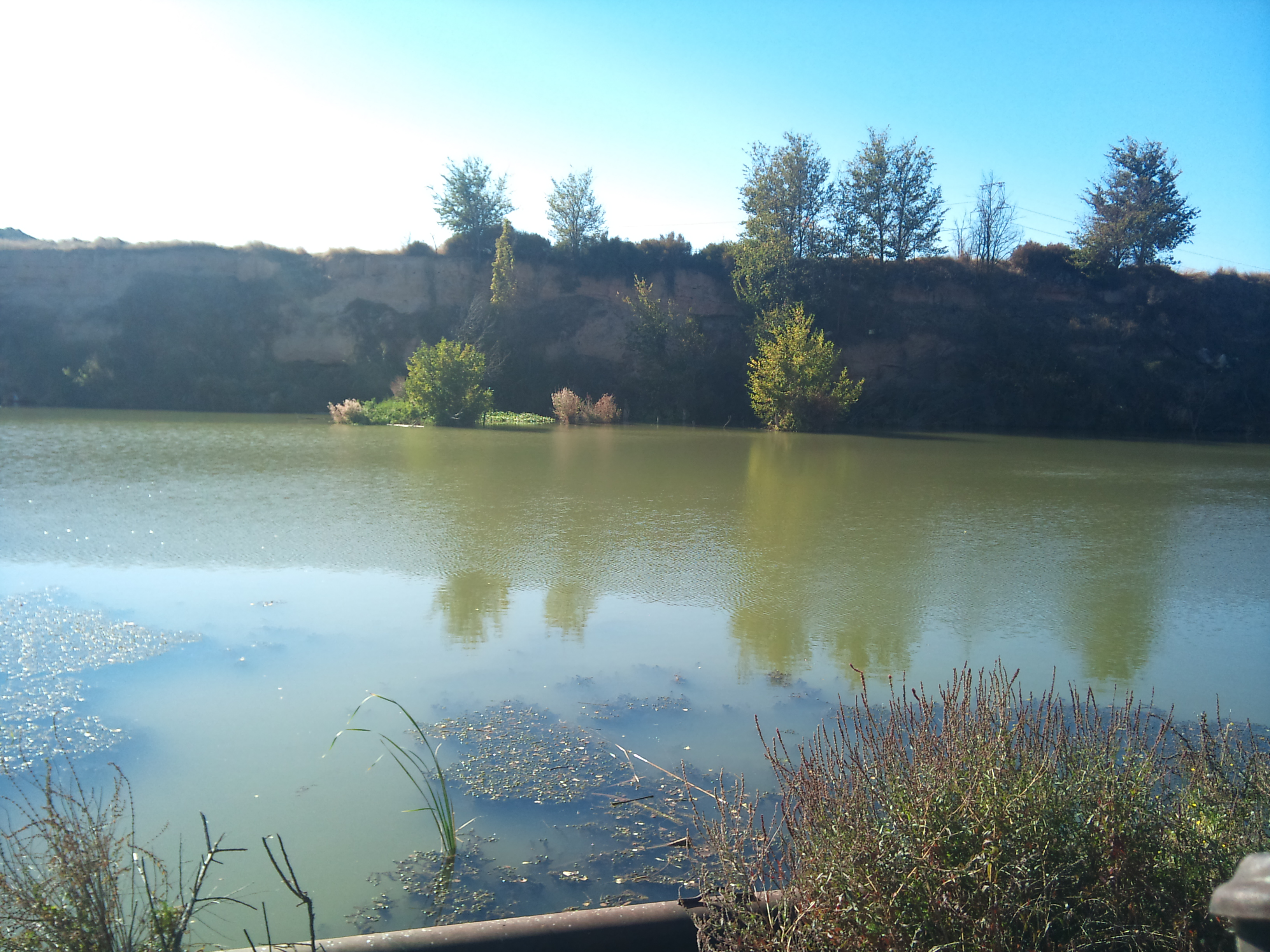
el río Duero a su paso por la localidad.

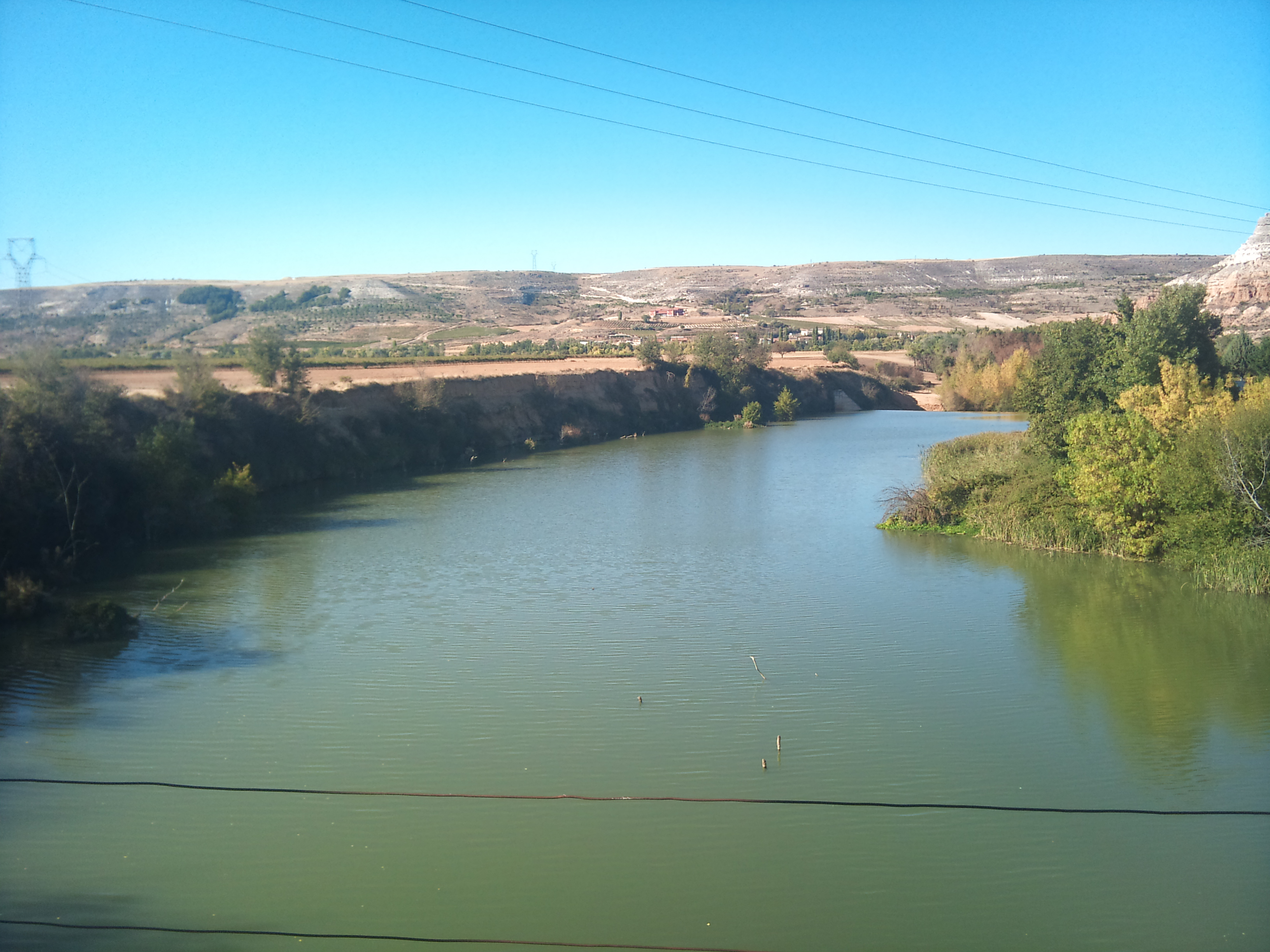
Pequeño embalse creado por la presa hidroeléctrica en el río Duero.

•Ardilla común, comadreja, conejo de campo, corzo, erizo europeo, jabalí, murciélago, 
rata común, de agua y parda, ratón de campo, tejón, topillo, topo ibérico y zorro. Han sido vistos unidades dispersas de lobo.
•Abejaruco común, abubilla, águila culebrera y perdicera, alcotán, alondra, autillo, avefría, avión común, buitre leonado (importante colonia en el pico de Bocos), carbonero común, cigüeña blanca, codorniz, cuco, cuervo, escribano montesino, garceta común, garza real, golondrina común, gorrión, grajilla, lechuza campestre y común, martín pescador, mirlo común, paloma bravía, torcaz y zurita, pato común, perdiz roja, petirrojo, rabilargo, ruiseñor común, triguero y urraca.
•Culebra, galápago, lagartija ibérica, lagarto, rana común, salamandra y sapo.
•Barbo común, boga del Duero, bordallo y carpa. Algunos ejemplares de salmón, trucha y lucio.

## Historia
Bocos cuenta con una ocupación prehistórica que se encontraba en el punto más occidental del espigón que se ha nombrado como Gurugú, dando cobijo a un hábitat del período formativo del Cogotas I (Bronce Medio 1700 al 1100 aC) Una muestra de dicho poblamiento (un puñal) se encuentra en el Museo de Valladolid.
La repoblación altomedieval se produce a partir de la Batalla de Simancas del año 939. El rey Ramiro II de León encomendó su repoblación al primer conde de Monzón. Aplicando el derecho romano, el rey adquiría la propiedad de todas las tierras despobladas que conquistaba. Por ser propiedades suyas (realengo), el rey podía entregarlas como pago a nobles (señoríos), obispos, abades etc. Quedas evidencias de ello por la presencia en la mesa del espigón de una edificación de piedra que los habitantes del pueblo identifican con una antigua ermita, pero que, según las trazas de edificación, y el emplazamiento se asemeja a una serie de construcciones que son interpretadas como torres que formaron parte integrante de un sistema de "alerta y control" de los cristianos frente a los árabes en época cristiana altomedieval.
En el 1007, se libró la Batalla de Rubiales en el cercano término de San Martín, entre cristianos de la zona y las tropas del hijo de Almanzor (Abd al-Malik al-Muzaffar). La batalla sucedió en el monte, donde se situaba un castillo, que por su situación estratégica para el dominio del paso del Duero por el puente de la localidad, era un obstáculo que mermaba las posiciones de fuerza en el entorno. Finalmente, los musulmanes comandados por el propio hijo de Almanzor, y en el mes de noviembre masacraron a los cristianos y destruyeron el castillo.
La Comunidad de villa y tierra de Curiel se creó durante el reinado de Alfonso VI de Castilla (1072-1109). Limitaba al este con la Comunidad de Villa y Tierra de Roa, al sur con la Comunidad de Villa y Tierra de Peñafiel y al norte con la Merindad de Cerrato. La Comunidad de Villa y Tierra supone que el rey concede un territorio a una villa, a cambio de que la repueblen, organicen y paguen tributos. La Villa era el poblado más importante. El rey podía nombrar su representante ante el Concejo sobre todo para la recaudación de impuestos.
Sito en el Camino Real de Aragón, según tradición oral, pernoctó en una casa del pueblo el rey Felipe II en uno de sus viajes entre sus reinos.
Hay una referencia a la asistencia del "cura de Bocos" al sínodo de la diócesis de Palencia (a la que entonces pertenecía) celebrado en el año de 1582.
En el censo de Pascual Madoz (1845-1850) constan los siguientes datos:
- Partido judicial de Peñafiel. Provincia de Valladolid. Diócesis de Palencia.
- Viento predominante: Norte.
- Número de casas: 24
- Población: 39 vecinos, 170 habitantes.
- Ayuntamiento con cárcel. Batán.
- El arroyo del Cuco desemboca en el Duero y mueve un batán y un molino de papel.
- El batán y el molino se desamortizaron en la segunda época constitucional.
- Terreno pedregoso y de cascajo de ínfima calidad.
- Pasa un camino que se dirige a Aragón.
- Iglesia parroquial de Santa María de las Nieves servida por un beneficiado teniente cura.
- El correo despachado desde Peñafiel.
- Producción: morcajo (mezcla de trigo y centeno), cebada, centeno, avena, vino, cáñamo y fruta.
- Comercio: Exportación de papel hacia Peñafiel y Valladolid.
- Ganado: lanar y yuntas de labor.
- Caza: No hay mención.
- Escuela de instrucción primaria: No se menciona.
- Capital Producido: 638000 rs
- Impuestos: 63800 rs
- Contribución: 3349 rs 24 mrs
- Presupuesto municipal: 738 rs. Se cubre con 150 rs de renta y reparto vecinalo.

Hasta la reforma de la nomenclatura municipal de 1916 el municipio se llamaba simplemente Bocos. En dicha fecha su nombre fue modificado por el de Bocos de Duero.
En 1952 dejó de pertenecer al obispado de Palencia y pasó a formar parte de la archidiócesis de Valladolid.

## Demografía
Cuenta con una población de 81 habitantes (INE 2024).

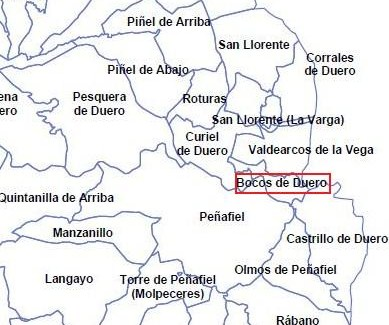
Mapa de la comarca, con Bocos al Este

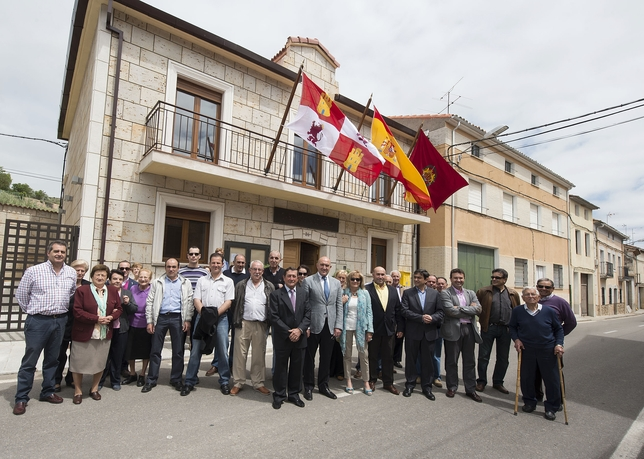
Inauguración remodelación del Ayuntamiento de Bocos de Duero por el presidente de la Diputación, año 2013

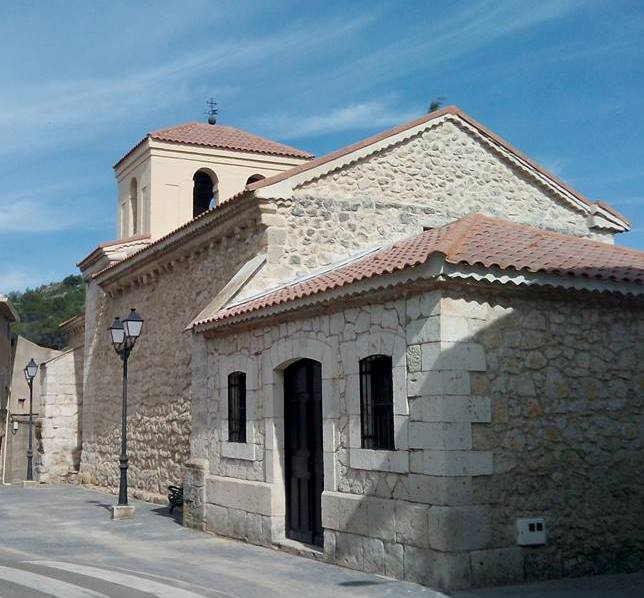
Iglesia parroquial de Nuestra Señora de las Nieves

| Gráfica de evolución demográfica de Bocos de Duero entre 1842 y 2021 |
| |
| Población de derecho según los censos de población del INE Población de hecho según los censos de población del INEEn estos censos se denominaba Bocos: 1842, 1857, 1860, 1877, 1887, 1897, 1900 y 1910 |

| Nacionalidad | Hombres | Mujeres | Total | %     | Proporción |
| ------------ | ------- | ------- | ----- | ----- | ---------- |
| Española     | 25      | 33      | 58    | 68.2% |            |
| Extranjera   | 19      | 8       | 27    | 31.7% |            |

## Economía
La economía de Bocos de Duero es eminentemente agrícola.
El principal cultivo actualmente es el viñedo, dado que el término municipal está enclavado en la Denominación de Origen Ribera del Duero y se sacan buenos rendimientos de la producción.
Hay numerosas plantaciones de nogales (al menos 60 hectáreas) que producen dichos frutos secos de altísima calidad. 
Algún plantel de chopos en la riberas.
Se va reduciendo el otrora principal cultivo: la remolacha azucarera, por el cierre de la Azucarera de Ebro de Peñafiel. Hay también plantaciones de maíz, alfalfa y algo de patata.
En la zona de secano son mayoritarios la cebada, el trigo y el girasol.
Hay tres empresas en el municipio: Ibérica de Energías que produce energía hidráulica con una minicentral sobre el Río Duero; la Bodega Señorío de Bocos, productora de vinos de primerísimo nivel; y Nueces de la Ribera de Duero, que prepara, envasa y distribuye dicho fruto.
También hay un bar en uno de los edificios del Ayuntamiento.
Como actividad secundaria, está la caza, con el "Coto San Miguel" constituido en 1974, el VA 1340, con 590 hectáreas y gestionado por la Cámara Agraria Local.

## Administración y política
| Periodo   | Nombre                | Partido |
| --------- | --------------------- | ------- |
| 1979-1983 | Julio Álvarez Álvarez | UCD     |
| 1991-1995 | Luis Mínguez Granado  | PP      |
| 1995-1999 | Luis Mínguez Granado  | PP      |
| 1999-2003 | Luis Mínguez Granado  | PP      |
| 2003-2007 | Luis Mínguez Granado  | PP      |
| 2007-2011 | Luis Mínguez Granado  | PP      |
| 2011-2015 | Luis Mínguez Granado  | PP      |
| 2015-2019 | Luis Mínguez Granado  | PP      |
| 2019-2023 | Tomás Llanos Manzano  | PP      |
| 2023-act. | Tomás Llanos Manzano  | PP      |

Presupuesto municipal (€)
| 2016     | 2017     | 2018     | 2019     | 2020     | 2021     | 2022     | 2023     | 2024     |
| 153.900. | 157.130. | 164.997. | 165.030. | 169.466. | 177.000. | 190.000. | 200.000. | 344.840. |

## Patrimonio

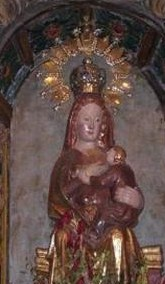
Virgen de las Nieves, santa patrona de Bocos

- La iglesia parroquial está bajo la advocación de Nuestra Señora de las Nieves. Es un edificio gótico del siglo XIII de una única nave. La capilla mayor tiene la cubierta en forma de cañón apuntado. La sacristía cuenta con una bóveda de terceletes del siglo XIV. Las vigas del coro alto de los pies de la iglesia tienen pinturas decorativas geométricas del siglo XV. En el retablo mayor, barroco del siglo XVIII, destaca la Virgen de las Nieves (virgen con niño) gótica del siglo XIV y una imagen de San José (propiedad de la desaparecida cofradía de su Patrocinio). También cuenta con una imagen de San Miguel del siglo XVIII de Pedro Bahamonde, procedente de una ahora desaparecida ermita existente en el pago homónimo, sita a un kilómetro del pueblo. En el lado de la epístola de la iglesia, se puede ver un retablo de escuela palentina de finales del siglo siglo XVI con una Virgen del Rosario, imagen de vestir y un par de tablas policromadas laterales. En el lado del Evangelio, hay una talla de un Santo Cristo del siglo XIII y otra de Jesús atado a la Columna, del mismo período. También hay imágenes de la Virgen del Carmen, San Isidro Labrador y San Antonio de Padua. El campanario tiene dos piezas: "La Bárbara" (de 1754, con 87 cm de diámetro y 380 kg, que no puede voltearse) y otra de 1931 del fundidor madrileño Constantino Linares Ortiz (con 61 cm de diámetro y 130 kg).

- La estación de ferrocarril (oficialmente apeadero) en el punto kilométrico 64,353 de la línea Valladolid-Ariza, que estuvo en uso entre los años 1895 a 1994, siendo el último pueblo de la provincia pucelana, que servía de parada a los viajeros con destino a otros pueblos colindantes que carecían de estación ferroviaria, a la vez que al desplazamiento de mercancías. En el municipio, para el servicio de la desaparecida línea, se ubican dos majestuosos puentes "celosía" de hierro (tipo Pratt) sobre el río Duero.
- El Molino viejo: un majestuoso conjunto de edificaciones de piedra y adobe, rodeado de una frondosa arboleda, actualmente en ruinas. Se trata de una instalación para batán y moler cereales, movida por la fuerza hidráulica de las aguas del Arroyo del Cuco. Estuvo en funcionamiento hasta la Guerra Civil, trasladándose las instalaciones al Molino nuevo, ahora también sin actividad.
- Canal de Riaza Creado en 1945 para el riego de municipios ribereños de Burgos y Valladolid, fluye a lo largo de 51,40 km entre Hoyales de Roa y Olivares de Duero. En Bocos, salva el río Duero mediante un grandioso sifón formado por dos tubos en arco y atraviesa el pico mediante un túnel de más de un kilómetro. Actualmente está en desuso, ya que para el riego se han hecho instalaciones nuevas en 2008 que constan de estaciones de bombeo, redes de distribución en tuberías, centros de transformación, instalación de baja tensión, sistemas de control automatizado de la red de distribución, balsas de regulación, balsas de acumulación, líneas eléctricas de alta tensión y obras de corrección de impacto ambiental.
- El pico de Bocos (872 metros de altitud) domina todo el municipio, con unas espectaculares vistas de la Vega del Duero y de Valle del Cuco, con una caída en poco tramo de más de 100 m hasta el Río. A su falda se encuentran las tradicionales bodegas del pueblo (con sus luceras: respiraderos de piedra) en el conocido paraje del Gurugú (donde se han encontrado restos de la Edad del Hierro). En el cortado se encuentra una de las colonias de buitre leonado más importantes de la Comunidad
- Parque "Villa del Prado" entre el arroyo y el Duero, con plantaciones de chopos y nogales. Es un sitio ideal para pasear o merendar (con una fuente de agua potable). Desde este parque se accede al frontón y a la pista polideportiva (que se utiliza en fiestas como pista de baile).
- "Senda del Duero" que nace en Bocos y que tras 37,5 km. acompañando a escasos metros el curso fluvial, termina en Olivares de Duero.  Recupera la antigua senda de pescadores, restableciendo el paisaje fluvial acorde, con unas vistas de fauna y vegetación del Duero hasta ahora desconocidas. En Bocos de Duero, hay una pequeña pasarela sobre el Arroyo del Cuco, justo en su desembocadura, una alberca y su fuente.

## Fiestas
- Semana y fiesta Cultural del Valle del Cuco. Mediados de mayo.
- 5 de agosto. Virgen de las Nieves.
- Se celebran con gran intensidad las fiestas de Peñafiel (15 de agosto)
- 29 de septiembre. San Miguel Arcángel.